# Comedy Central România
Comedy Central România este un canal de televiziune de origine americană, prin cablu și satelit, deținut de Paramount Global. Acesta oferă telespectatorilor, în general, programe de comedie, atât originale și împrumutate. Canalul a fost lansat și în România pe 20 septembrie 2016, iar pe plan autohton acesta se regăsește în grilele tuturor marilor operatori în format SD.
Printre cele mai populare programe ale canalului se numără Familia mea dementă, South Park, Prietenii tăi, Teoria Big Bang și Doi bărbați și jumătate, în timp ce singurele producții românești de pe Comedy Central sunt Show de seară cu Viorel Dragu și Beton!. 
Filmele de pe Paramount Channel au fost mutate pe Comedy Central, și se difuzează în fiecare săptămână.

## Seriale

### Seriale difuzate în prezent
- Doctor Becker
- Frasier
- Iubirea, bat-o vina
- Orașul femeilor
- South Park
- Tătic pe bune
- Trăsniții din Queens
- Vecinii noștri

### Seriale anulate
- A treia planetă de la Soare
- Agentul Archer
- Americanii urâți
- Balcony Stories XL (difuzat doar de canalele Viacom din România)
- Beavis și Butt-head
- Beton!
- Castelul lui Takeshi
- Cele mai amuzante reclame de pe planetă
- Comedy Club
- Cum să nu-ți trăiești viața
- Dădaca
- Dependenți de muncă
- Doi bărbați și jumătate
- Drawn Together
- Familia Heck
- Familia mea dementă
- Iluzii din Hollywood
- În altă epocă
- În mintea lui Amy Schumer
- Key și Peele
- Lupta chipurilor
- Mamă la comandă
- Marea Țăcăneală / Ridiculozaurii
- Mike și Molly
- Mr. Bean
- Prietenii tăi
- Prințul din Bel Air
- Rick și Morty
- Show de seară cu Viorel Dragu
- Soții reali de Hollywood
- SpongeBob Pantaloni Pătrați
- Spune-mi Kat
- Tânărul Sheldon
- Teoria Big Bang
- Toată lumea îl urăște pe Chris
- Tosh.0
- Un altfel de polițist
- Viața mea printre modele